# إيفرت غاريسون
إيفرت غاريسون (بالإنجليزية: Everett Garrison)‏ هو شخصية أعمال أمريكي، ولد في 1893، وتوفي في 8 فبراير 1975.